# Aleksander Berentsen

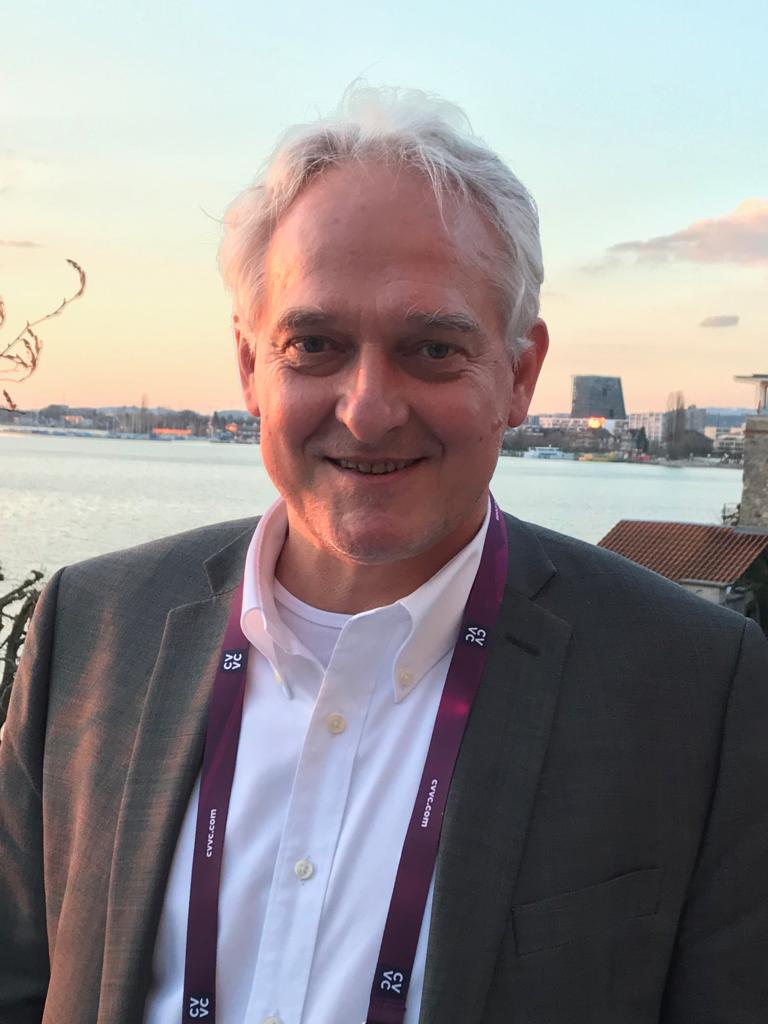
Eigenes Foto

Aleksander Berentsen (* 7. Dezember 1962 in Mailand) ist ein Schweizer Ökonom und Inhaber des Lehrstuhls für Wirtschaftstheorie an der Universität Basel. Von 2016 bis 2019 war er Dekan der Wirtschaftswissenschaftlichen Fakultät.

## Leben
Aleksander Berentsen studierte Wirtschaftswissenschaften an der Universität Basel und an der London School of Economics. Ab 1992 war er Lehr- und Forschungsassistent an der Rechts- und Wirtschaftswissenschaftlichen Fakultät der Universität Bern. Im Jahr 1996 promovierte er zu den Themen Geldtheorie und Informationsökonomie. Anschliessend ging er für ein Jahr als Visiting Scholar an die University of California in Berkeley (1996/97). Danach kehrte er als wissenschaftlicher Mitarbeiter an die Universität Bern zurück, wo er auch bei Ernst Baltensperger habilitierte (2003). Zwischen 2001 und 2005 war er als Assistenzprofessor für Wirtschaftstheorie an der Universität Basel tätig. Seit 2005 nimmt er dort eine ordentliche Professur für Wirtschaftstheorie wahr. In den Jahren 2016 bis 2019 fungierte er zudem als Dekan der Wirtschaftswissenschaftlichen Fakultät.
Seine Forschungsinteressen liegen in den Bereichen Geldtheorie, Geldpolitik, Finanzmärkte, Kryptowährungen und Blockchain Technologien. In diesen Bereichen hatte er zahlreiche Mandate bei verschiedenen Zentralbanken und der Bank für Internationalen Zahlungsausgleich in Basel (BIS). Seit 2009 ist er Research Fellow an der Federal Reserve Bank von St. Louis. Zwischen 2014 und 2016 war er als Berater für die Schweizerische Nationalbank tätig und im Jahr 2011 war er Bundesbankprofessor an der Freien Universität Berlin.

## Werk
Aleksander Berentsen hat in bedeutenden Fachzeitschriften publiziert, darunter im American Economic Review, im Review of Economic Studies und im Journal of Monetary Economics. Er ist einer der ersten deutschsprachigen Ökonomen, der sich mit den ökonomischen Aspekten von Kryptowährungen wie Bitcoin auseinandergesetzt hat und ist Co-Autor mehrerer Publikationen – darunter das Bestsellerbuch «Bitcoin, Blockchain und Kryptoassets». Seine ersten Arbeiten zu den geldpolitischen Auswirkungen digitalen Geldes wurden bereits 1998 publiziert.

## Schriften (Auswahl)
- The Case for Central Bank Electronic Money and the Non-case for Central Bank Cryptocurrencies, 2018. Federal Reserve Bank of St. Louis Review, Second Quarter, 97–106 (mit Fabian Schär, Universität Basel).
- A Short Introduction to the World of Cryptocurrencies, 2018. Federal Reserve Bank of St. Louis Review, First Quarter, 1–16 (mit Fabian Schär, Universität Basel).
- Exit Strategies for Monetary Policy, 2018. Journal of Monetary Economics, November 2018, Pages 20–40 (mit Sébastien Kraenzlin und Benjamin Müller, Schweizerische Nationalbank).
- Bitcoin, Blockchain und Kryptoassets: Eine umfassende Einführung. BoD Norderstedt, 2017 (mit Fabian Schär, Universität Basel).
- Inflation and Unemployment in the Long Run, 2011. American Economic Review, 101(1), 371–98 (mit Guido Menzio, University of Pennsylvania, USA and Randall Wright, University of Wisconsin-Madison).
- Money, Credit and Banking, 2007. Journal of Economic Theory, 135(1), 171–195 (mit Gabriele Camera, Purdue University, USA, und Christopher Waller, Federal Reserve Bank of St. Louis, USA).
- On the Private Provision of Fiat Currency, 2006. European Economic Review, 50(7), 1683–1698.
- Monetary Policy Implications of Digital Money, 1998. Kyklos (International Review of Social Sciences), 51(1), 89–117.